# الجفناین
ال جفناین یک منطقهٔ مسکونی در عمان است که در استان مسقط واقع شده‌است.